# Peucetia longipes
Peucetia longipes är en spindelart som beskrevs av Pocock 1899. Peucetia longipes ingår i släktet Peucetia och familjen lospindlar. Inga underarter finns listade i Catalogue of Life.